# Императрицата (карта таро)
Императрицата (III) е третият коз или карта от Главната аркана в традиционните колоди Таро. Използва се за игри с карти и за гадаене.

## Описание
Императрицата седи на трон, носи корона от дванадесет звезди и държи скиптър с дясната си ръка. Скиптърът символизира властта над живота, короната властта над годината, а тронът насред житни полета властта над растежа. Императрицата символизира плодовитото подсъзнание, в което растат посетите идеи. Замислена е като въплъщение на природния растеж, плодородието и това, в което вярваме от сърце.

## История
Звездната корона, знакът на Венера, водопадът, растенията и дивите животни са добавени от Артър Едуард Уейт и други окултисти. Императрицата от историческите тестета седи на трон, в едната си ръка почти винаги държи щит или златна сфера, а в другата скиптър. Щитът обикновено е украсен с орелът на Свещената Римска империя.
Императрицата е свързана с Афродита и картата Смърт, защото е свикнала с цикъла на живота, смъртта и прераждането.

## Тълкувание
Според книгата на Артър Едуард Уейт от 1910 г. „Картинен ключ към Таро“, Императрицата е нисшата Едемска градина, или „земния рай“. Уейт я определя като Refugium Peccatorum – плодородна майка на хиляди: „тя е преди всичко вселенска плодовитост и външния смисъл на Словото, хранилището за всичко, което обгрижва, поддържа и изхранва другите“.
Императрицата е майка, създател и възпитател. Много колоди я изобразяват бременна. Тя е създаване на живот, романтика, изкуство, бизнес. Тя представлява зачеването на идея, на която ѝ предстои да се роди и трябва да предусеща промените.
Императрицата се свързва с планетата Венера в астрологията. 

Уейт пише, че картата носи следните гадателски значения:
3. ИМПЕРАТРИЦАТА. -- Плодовитост, действие, инициатива, дълги дни; непознатото, потайното; също и трудност, съмнение, невежество. Обърната: Светлина, истина, развръзка, всеобща радост; според друго тълкувание – колебливост.